# أغ بلاغ مخور
أغ‌ بلاغ مخور هي قرية في مقاطعة شوط‌، إيران. يقدر عدد سكانها بـ 72 نسمة بحسب إحصاء 2016.